# Пропаганда действием

Символ анархизма

Пропаганда действием или пропаганда делом (фр. propagande par le fait) — прямое политическое действие, призванное служить примером для других и быть катализатором революции.
В первую очередь, понятие соотносится с актами насилия, совершенными сторонниками повстанческого анархизма в конце XIX и начале XX века, включая взрывы и убийства, направленные против правящего класса, но также имело ненасильственное применение. Пропаганда действием была направлена на то, чтобы разжечь в людях «дух восстания», продемонстрировав, что государство не всемогуще, и дав надежду угнетённым, а также расширить поддержку анархистских движений, поскольку государство становилось все более репрессивным в своей реакции. В 1881 году Международный конгресс анархистов в Лондоне одобрил эту тактику.

## Анархическое происхождение

### Различные определения
Одним из первых, кто ввёл понятие пропаганды делом, был итальянский революционер Карло Пизакане (1818—1857), написавший в своём «Политическом завещании» (1857 год), что «идеи возникают из дел, а не наоборот». Михаил Бакунин (1814—1876) в своих «Письмах к французу о современном кризисе» (1870) заявил, что «мы должны распространять наши принципы не словами, а делами, ибо это самая популярная, самая сильная и самая непреодолимая форма пропаганды». Понятие, в более широком смысле, встречалось и в прошлом, о чём свидетельствуют слова Франциска Ассизского: «Любовь свою да проявляют делами друг для друга, как говорит Апостол: „не будем любить на словах или на языке, но делом и правдой“».

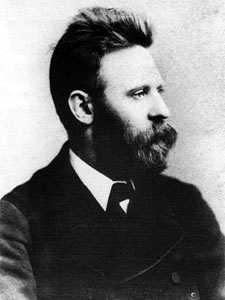
Иоганн Мост

Некоторые анархисты, такие как Иоганн Мост, выступали за обнародование насильственных актов возмездия против контрреволюционеров, потому что «мы проповедуем не только действие само по себе, но и действие как пропаганду». Это была не пропаганда массовых убийств, а призыв к целенаправленным убийствам представителей капитализма и власти в то время, когда такие действия могли вызвать сочувствие населения, например, в периоды правительственных репрессий или трудовых конфликтов. Мост утверждал, что «существующая система будет скорейшим и самым радикальным образом ниспровергнута путём уничтожения её представителей. Поэтому надо приступить к расправам над врагами народа». В 1885 году он опубликовал брошюру «Революционная война» (Revolutionäre Kriegswissenschaft) — техническое руководство по изготовлению взрывчатых веществ, основанное на знаниях, которые он приобрёл, работая на заводе взрывчатых веществ в Нью-Джерси. Эти идеи повлияли на американских анархистов Эмму Голдман и Александра Беркмана. Беркман пытался пропагандировать делом, когда в 1892 году пытался убить промышленника Генри Клея Фрика после того, как были застрелены несколько бастующих рабочих.
К 1880-м годам лозунг «пропаганда действием» начал использоваться как внутри, так и за пределами анархистского движения для обозначения отдельных взрывов, цареубийств и тираноубийств. В 1881 году «пропаганда действием» была официально принята в качестве стратегии анархистским Лондонским конгрессом. В 1886 году французский анархист Клеман Дюваль достиг известности, украв 15 000 франков из особняка парижской светской львицы, прежде чем случайно поджечь дом. Суд приговорил Дюваля к каторжным работам на острове Дьявола во Французской Гвиане. В анархистской газете Révolte Дюваль заявил, что «Воровство существует только благодаря эксплуатации человека человеком… когда общество отказывает вам в праве на существование, вы должны сами взять его… полицейский арестовал меня от имени Закона, я ударил его во имя Свободы».
Уже в 1887 году несколько видных деятелей анархистского движения начали дистанцироваться от отдельных актов насилия. Так, Пётр Кропоткин написал в том же году в Le Révolté, что «сооружение, основанное на многовековой истории, не может быть разрушено несколькими килограммами динамита». Разные анархисты выступали за отказ от такой тактики в пользу коллективных революционных действий, например, через профсоюзное движение. Анархо-синдикалист Фернан Пеллутье в 1895 г. выступал за возобновление участия анархистов в рабочем движении на том основании, что анархизм вполне может обойтись без «индивидуального динамита».
Государственные репрессии (в том числе печально известные французские «Злодейские законы» 1893—1894 годов) против анархистского и рабочего движений после нескольких успешных взрывов и убийств, возможно, способствовали отказу от такого рода тактики, хотя с другой стороны, государственные репрессии могли лишь провоцировать эксцессы анархистов. Раскол французского социалистического движения на множество групп и после подавления Парижской коммуны 1871 года, казнь и ссылка многих коммунаров в исправительные колонии также способствовали распространению индивидуальных актов насилия.
Среди более поздних авторов-анархистов, выступавших за «пропаганду действием», были немецкий анархист Густав Ландауэр и итальянцы Эррико Малатеста и Луиджи Галлеани. Для Густава Ландауэра пропаганда действием означала создание либертарианских социальных форм и сообществ, которые вдохновляли бы других на преобразование общества. Эррико Малатеста описал «пропаганду действием» как насильственные общественные восстания, которые должны были разжечь неминуемую революцию.
С другой стороны, анархист Луиджи Галлеани, возможно, самый ярый сторонник «пропаганды действием» с начала века до конца Первой мировой войны, с нескрываемой гордостью называл себя подрывником, революционным пропагандистом и сторонником насильственного свержения правительства и его институтов с помощью «прямого действия», то есть взрывов и убийств. Галлеани искренне приветствовал физическое насилие и терроризм не только против символов правительства и капиталистической системы, таких как здания суда и фабрики, но и путём прямого убийства «врагов народа»: капиталистов, промышленников, политиков, судей и полицейских. Он проявлял особый интерес к использованию бомб, дошёл до того, что включил формулу взрывчатого нитроглицерина в одну из своих брошюр, рекламируемых через его ежемесячный журнал Cronaca Sovversiva. По общему мнению, Галлеани был чрезвычайно эффективным оратором и сторонником своей политики насильственных действий, привлекая ряд преданных итало-американских последователей-анархистов, называвших себя галлеанистами . Карло Буда, брат галлеанского производителя бомб Марио Буда, сказал о нём: «Если вы слышали, как говорит Галлеани, то вы были готовы застрелить первого же встречного полицейского».

### Иллегализм
Пропаганда действия также связана с анархистской философией иллегализма, которая развивалась в основном во Франции, Италии, Бельгии и Швейцарии в начале 20-го века как продукт анархо-индивидуализма. Иллегалисты открыто приняли преступность как образ жизни. Под влиянием концепции «эгоизма» теоретика Макса Штирнера иллегалисты порвали с анархистами, такими как Клеман Дюваль и Мариус Джейкоб, которые оправдывали воровство теорией индивидуальной мелиорации (компенсации). Вместо этого иллегалисты утверждали, что их действия не требуют морального обоснования, поскольку противоправные действия совершались не во имя высшего идеала, а в погоне за собственными желаниями. Французская банда Бонно была самой известной группой, принявшей философию иллегализма.

### Юрская федерация

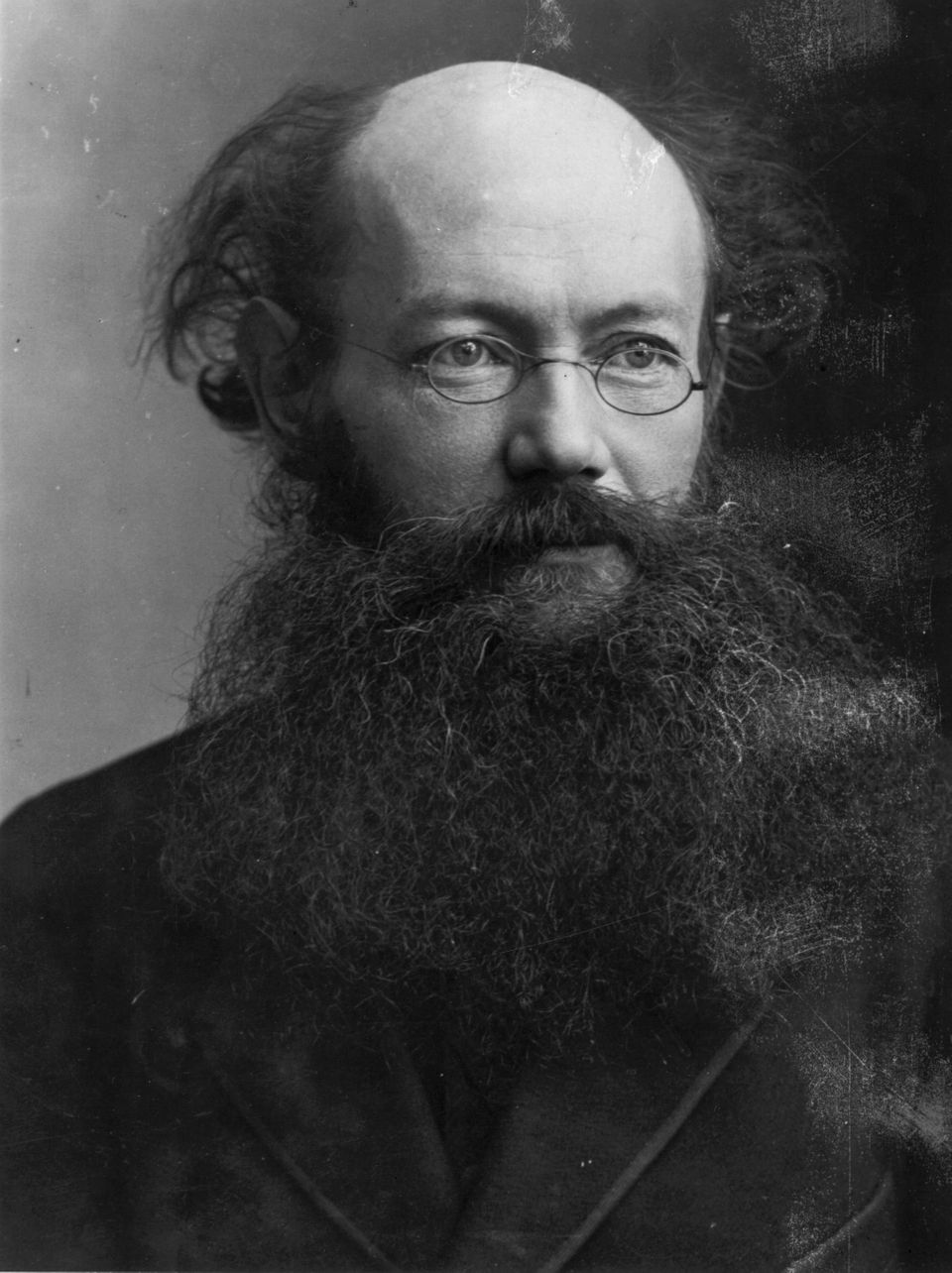
П. А. Кропоткин в 1880-х годах

9 июня 1877 года с докладом о «пропаганде действием» выступил итальянский анархист Андреа Коста. 5 августа того же года в «Бюллетене Юрской федерации» появилась статья «Пропаганда действием», написанная при участии Поля Бруссе и призванная разъяснить смысл этого термина, о котором «в последнее время часто говорят в Юрской федерации». По мнению авторов статьи, привычные методы социалистической
пропаганды — индивидуальные беседы, митинги и лекции, печатная агитация — носят теоретический характер и явно недостаточны. Пропаганда действием нацелена на то, чтобы пробудить более широкие слои трудового населения, включая тех, кто не ходит на митинги и не читает прессу и брошюры. При этом она не является способом совершения революции, путчизмом, когда небольшая группа заговорщиков действует вместо народа и для него.
К новой идее с энтузиазмом отнёсся известный русский анархист П. А. Кропоткин, принявший участие в ежегодном конгрессе Юрской федерации в Сент-Имье (4-6 августа 1877 года).

### Отношение к революции
Таким образом, пропаганда действием включала воровство (в частности, ограбления банков, названные «экспроприациями» или «революционными экспроприациями» для финансирования организации), беспорядки и всеобщие забастовки, направленные на создание условий для восстания или даже революции. Эти действия были оправданы как необходимый ответ на государственные репрессии. Ещё в 1911 году Лев Троцкий осудил отдельные акты насилия со стороны анархистов, назвав их не более чем оправданием для государственных репрессий. «Анархистские пророки „пропаганды делом“ могут сколько угодно рассуждать о возвышающем и возбуждающем влиянии террористических актов на массы, — писал он в 1911 г. — теоретические соображения и политический опыт доказывают обратное». Владимир Ленин в основном соглашался, рассматривая отдельные анархистские террористические акты как неэффективную замену скоординированных действий дисциплинированных масс. И Ленин, и Троцкий признавали необходимость насильственного восстания и убийств, чтобы послужить катализатором революции, но они проводили различие между «специальными» взрывами и убийствами, осуществляемыми сторонниками пропаганды дела, и организованным насилием, координируемым профессиональным революционным авангардом.
Социолог Макс Вебер писал, что государство обладает «монополией на законное применение физической силы»; по словам Карла Маркса, государство есть лишь репрессивный аппарат класса буржуазии. Пропаганда действием, включая убийства (иногда с применением бомб, называемых по-французски «адскими машинами», machines infernales) были, таким образом, узаконены частью анархистского движения и Первого Интернационала как действительное средство для использования в классовой борьбе . Предсказуемая реакция государства на эти действия должна была продемонстрировать народу репрессивный характер буржуазного государства. Это, в свою очередь, укрепило бы революционный дух народа, что привело бы к свержению государства. Это основная формула цикла протесты-репрессии-протесты, который в определённых условиях может привести к началу восстания.
Этот цикл наблюдался во время русской революции 1905 года или в Париже в мае 1968 года. Однако в подавляющем большинстве случаев революционерам не удавалось достичь своих целей, что привело к отказу подавляющего большинства анархистских группировок от террористической тактики. С другой стороны, власти всегда добивались своего, применяя различные lois scélérates («чрезвычайные законы»), которые обычно включали жёсткие ограничения всего рабочего движения. Эти суровые законы, иногда сопровождавшиеся объявлением чрезвычайного положения, постепенно привели к отказу от терроризма со стороны анархистов. Использование властями агентов-провокаторов, политики нагнетания напряжённости и террористических акций, совершаемых подставными организациями, такими как испанская La Mano Negra, способствовали дискредитации тактики активной пропаганды в глазах большинства социалистов демократического толка. Наиболее известные современные сторонники «активной пропаганды» Джон Филисс и Джим Белл, причём последний разработал концепцию рынка убийств — рыночной системы для анонимного найма и выплаты вознаграждения за политические убийства.

## Обоснования
Совет Безопасности ООН, действуя в соответствии с главой VII Устава ООН, определил термин терроризм как «преступные действия, в том числе против гражданских лиц, совершённые с намерением причинить смерть или тяжкие телесные повреждения, либо захват заложников, с целью вызвать состояние страха в обществе или в отдельной группе лиц или заставить правительство или международную организацию совершить какое-либо действие или воздержаться от его совершения».
Применение политического насилия понимается его сторонниками в рамках общей концепции государства как аппарата контроля буржуазии и классовой борьбы как формы действенной гражданской войны. Таким образом, как часто говорят анархисты, «мир без справедливости — это не мир», а война между эксплуатируемыми и эксплуататорами. В их глазах эта «социальная война» морально узаконивает применение насилия против более широкого «социального насилия». Эту точку зрения не разделяют либертарианцы-пацифисты. Таким образом, бунт оправдывается как средство повышения классового самосознания и подготавливает объективные условия для народного восстания (Жорж Сорель, 1906).

## Вооружённая пропаганда
Вооружённая пропаганда — это тактика, используемая революционными организациями, включающая разрушительное, но в идеале не смертоносное насилие, с целью пропаганды своей политической позиции и, в конечном итоге, приобретения сторонников. Термин использовался в США такими организациями как Weather Underground и Black Panther Party. Хотя вооружённая пропаганда может использовать оружие или бомбы, её сторонники утверждают, что цель таких действий отличается от целей чистого терроризма.

## Галерея

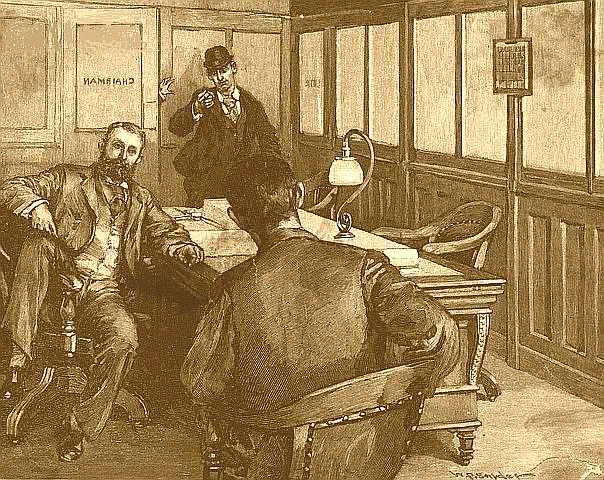
Попытка Александра Беркмана убить промышленника Генри Клея Фрика. Иллюстрация в Harper’s Weekly, 1892 год
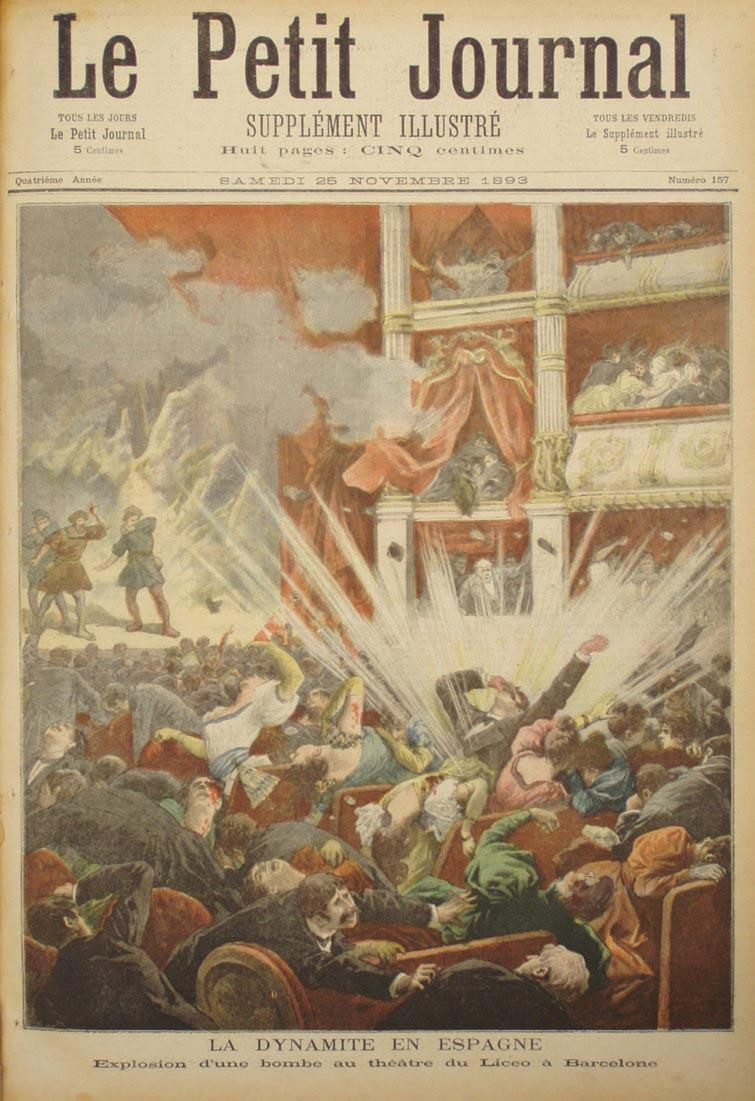
Взрыв в театре Лисео в Барселоне, устроенный анархистом Сантьяго Сальвадором (иллюстрация на обложке журнала Le Petit Journal), 7 ноября 1893 г.
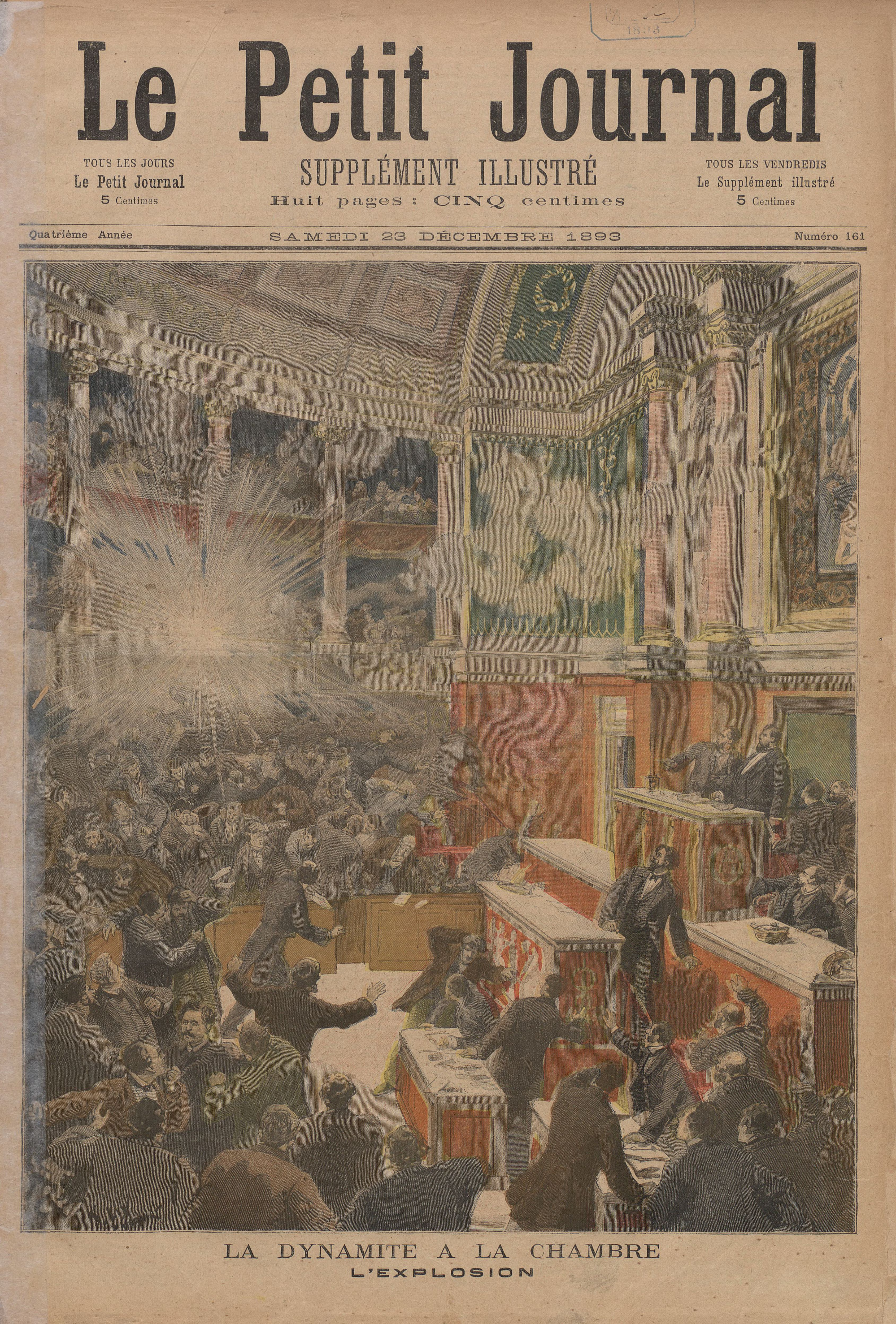
Анархист Огюст Вайян бросает бомбу в палату депутатов Национального собрания Франции в декабре 1893 г.
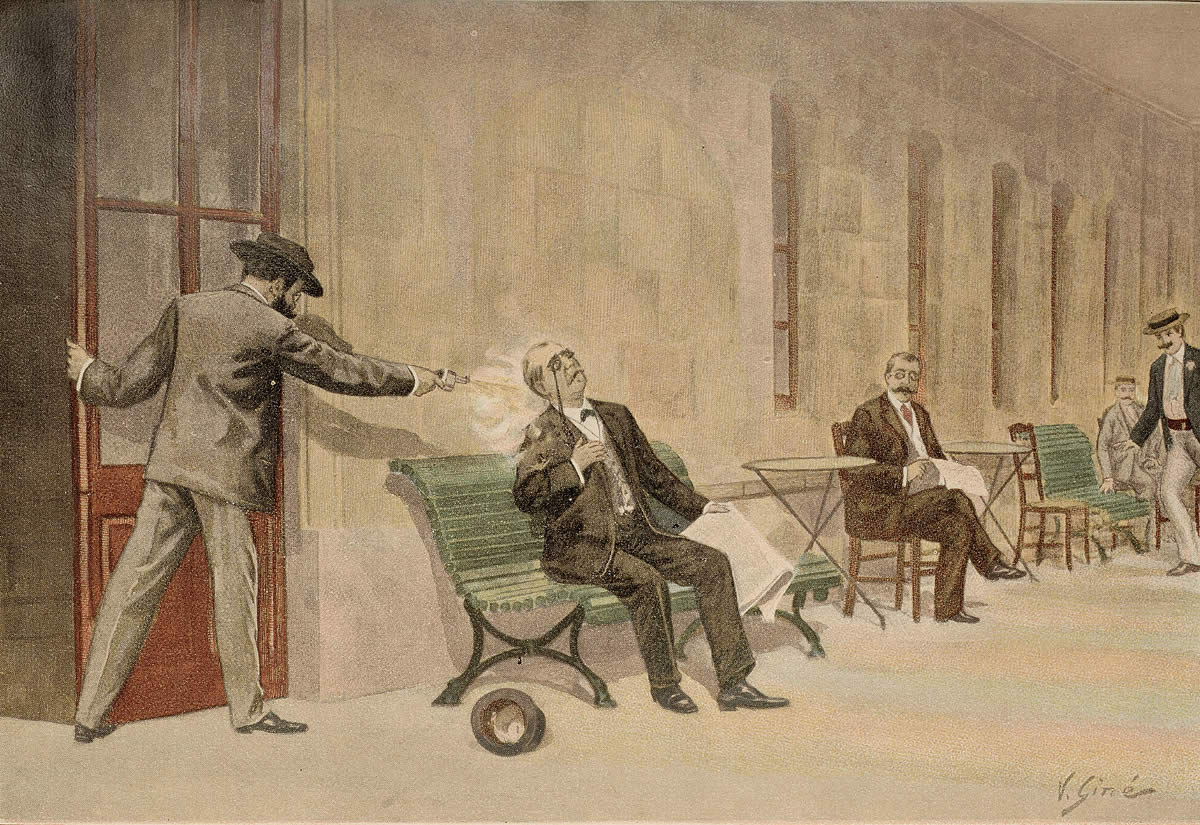
Микеле Анджолильо убивает премьер-министра Испании Антонио Кановаса дель Кастильо (август 1897 г.)
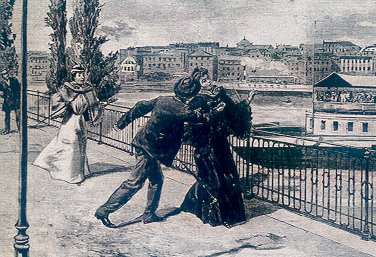
Итальянский анархист Луиджи Лукени ранит ножом австрийскую императрицу Елизавету (Женева, 10 сентября 1898 г.)
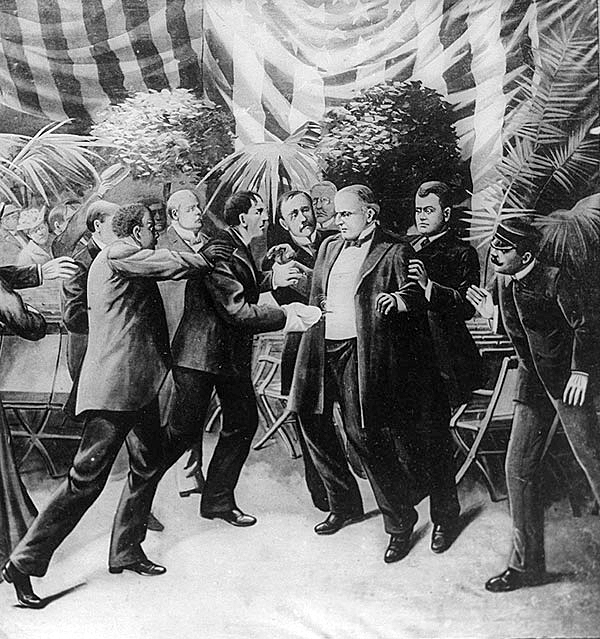
Леон Чолгош стреляет в Уильяма МакКинли (Нью-Йорк, 6 сентября 1901 г.)
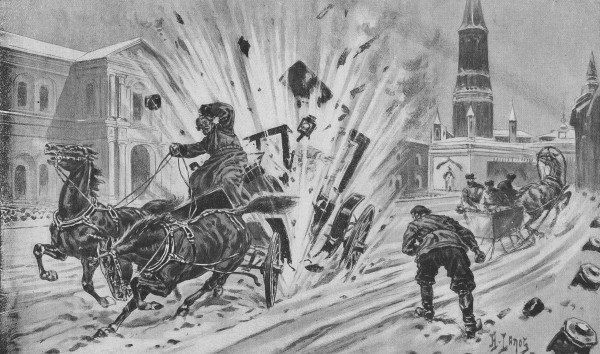
Убийство великого князя Сергея Александровича 17 февраля 1905 г.
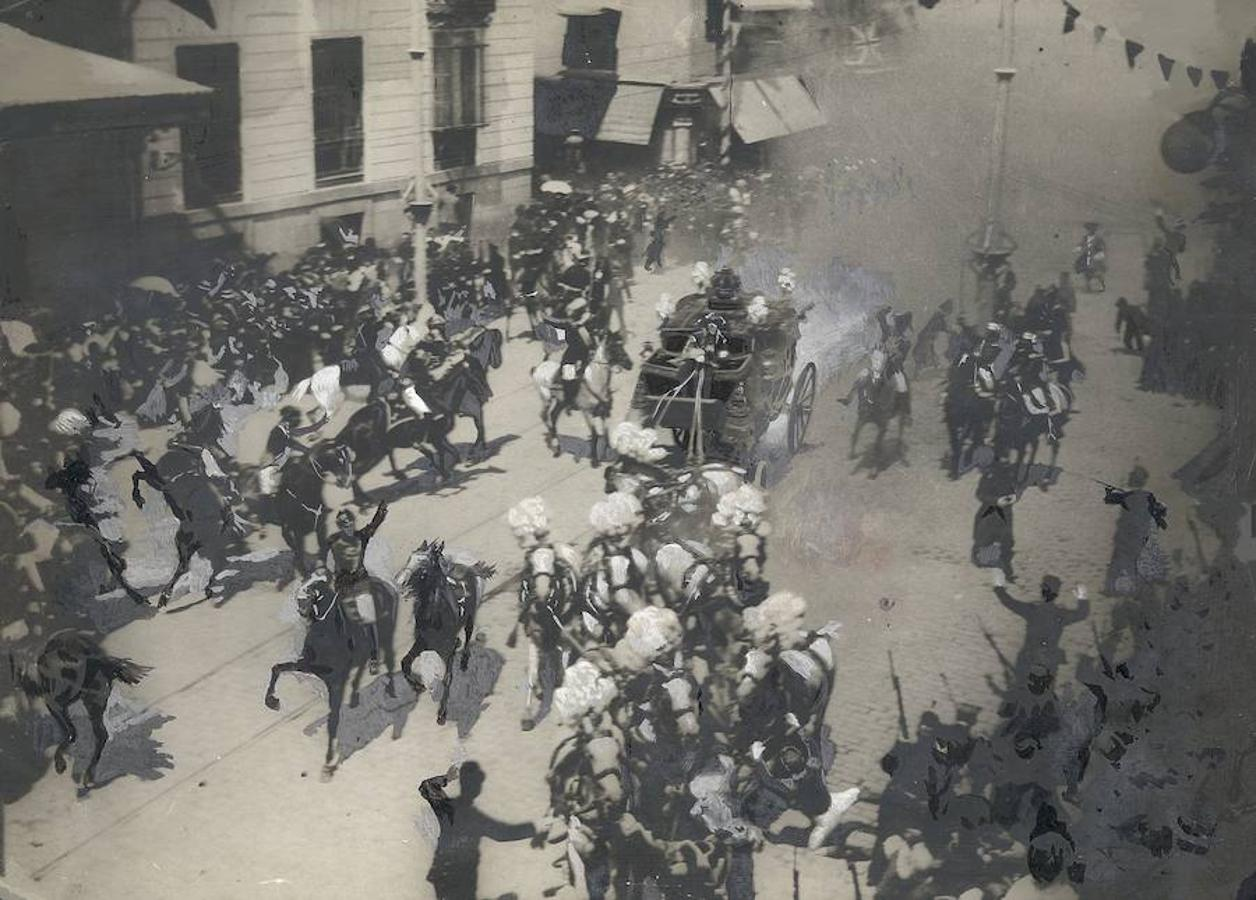
Покушение каталонского анархиста Матеу Морралемна на Альфонсо XIII Испанского и принцессу Викторию Евгению Баттенбергскую, 31 мая 1906 г.
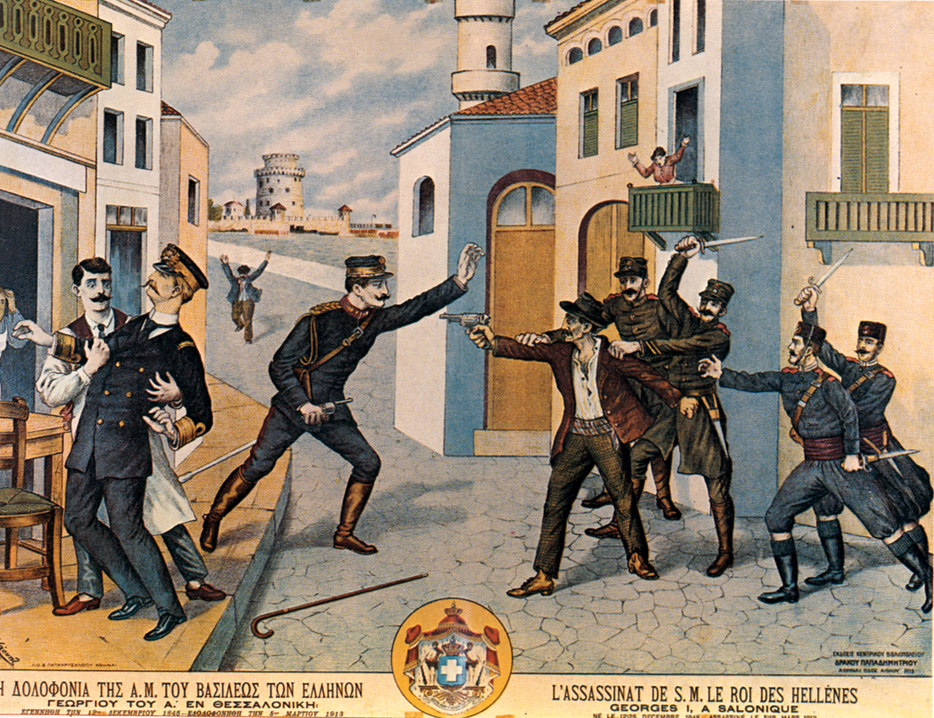
Убийство короля Греции Георга I Александросом Схинасом в 1913 году